# Friuli Latisana Refosco dal peduncolo rosso
Il Friuli Latisana Refosco dal peduncolo rosso è un vino DOC la cui produzione è consentita nella provincia di Udine.

## Caratteristiche organolettiche
- colore: rosso rubino con riflessi violacei.
- odore: erbaceo, gradevole, intenso.
- sapore: caratteristico, leggermente erbaceo, fine.

## Produzione
Provincia, stagione, volume in ettolitri
- Udine  (1990/91)  459,83
- Udine  (1991/92)  420,99
- Udine  (1992/93)  1031,3
- Udine  (1993/94)  639,45
- Udine  (1994/95)  591,82
- Udine  (1995/96)  552,16
- Udine  (1996/97)  649,11